# Circuit de Solitude

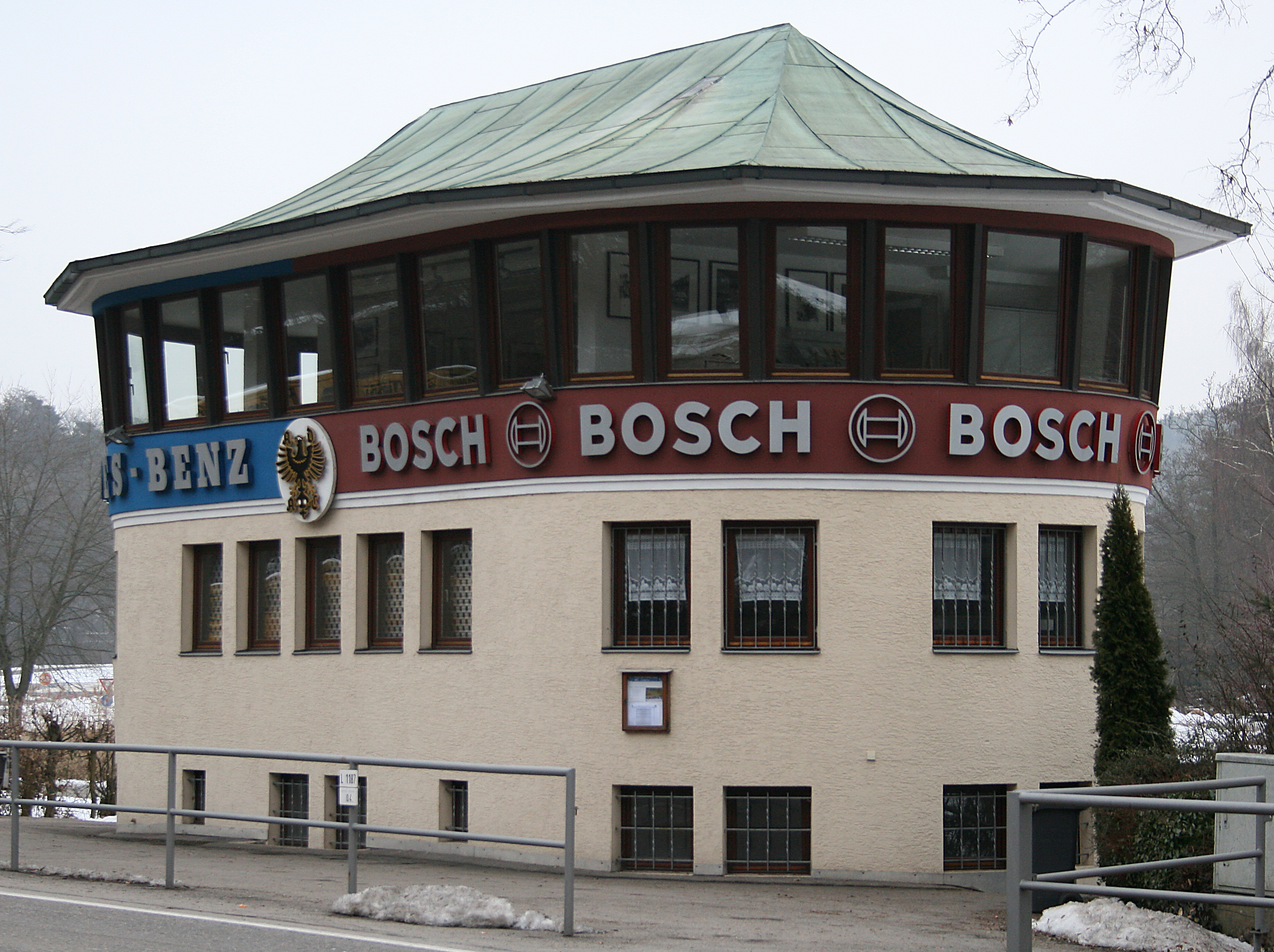
L'entrée du circuit de Solitude

Le circuit de Solitude (Solitude-Rennstrecke) est un circuit routier de 11,4 km où étaient organisées les Solituderennen, épreuves pour motos ou automobiles. Il est situé près de Stuttgart et est ainsi nommé en raison de la proximité du château de Solitude. Des épreuves de sports mécaniques y eurent lieu de 1903 à 1965.

Il est à l'origine un parcours de course de côte, la boucle n'ayant été utilisée que de 1925 à 1935. En raison de l'étroitesse des voies seules les manifestations moto ont été organisées jusqu'en 1956. La piste et les stands ont été élargis au début de 1957 et des courses de voitures de sport et de compétition ont pu alors être organisées par le club automobile ADAC.
Des Grand Prix moto ont eu lieu sur ce circuit de 1952 à 1964, avec le Grand Prix moto d'Allemagne qui se déroule ici dans les années paires: 1952, 1954, 1956, 1958, 1960, 1962 et 1964.
De 1961 à 1964, des Grands Prix de Formule 1 disputés hors-championnat du monde ont également eu lieu, en plus des précédents événements de Formule 2 et de Formule Junior.
En 2003, une manifestation mémorielle a été organisée, avec la présence de beaucoup d'anciens participants et de véhicules.

## Résultats sportifs

### Automobile
- Grands Prix de Formule 1 hors championnat du monde.

| Année     | Vainqueur          | Voiture        | Résultats |
| --------- | ------------------ | -------------- | --------- |
| 1925      | Otto Merz          | Mercedes-Benz  | Résultats |
| 1926      | Otto Merz          | Mercedes-Benz  | Résultats |
| 1927      | August Momberger   | Bugatti        | Résultats |
| 1928-1948 | Non couru          | Non couru      | Non couru |
| 1949      | Toni Ulmen         | Veritas        | Résultats |
| 1950      | Karl Kling         | Veritas        | Résultats |
| 1951-1955 | Non couru          | Non couru      | Non couru |
| 1956      | Hans Herrmann      | Porsche        | Résultats |
| 1957-1958 | Non couru          | Non couru      | Non couru |
| 1959      | Michel May         | Stanguellini   | Résultats |
| 1960      | Wolfgang von Trips | Ferrari        | Résultats |
| 1961      | Innes Ireland      | Lotus-Climax   | Résultats |
| 1962      | Dan Gurney         | Porsche        | Résultats |
| 1963      | Jack Brabham       | Brabham-Climax | Résultats |
| 1964      | Jim Clark          | Lotus-Climax   | Résultats |
| 1965      | Chris Amon         | Lola-Ford      | Résultats |
| 1966-1967 | Non couru          | Non couru      | Non couru |

| Année | Vainqueur     | Voiture        | Résultats |
| ----- | ------------- | -------------- | --------- |
| 1968  | David Piper   | Ferrari        | Résultats |
| 1969  | Hans Herrmann | Lola-Chevrolet | Résultats |

### Moto

#### 50 cm³
- 1962 : Ernst Degner, Suzuki
- 1964 : Ralph Bryans, Honda
- 1965 : Ernst Degner, Suzuki

#### 125 cm³ (175 cm³)
- 1925 : Zick, Puch, Puch-Werke
- 1926 : 175 cm³: Müller, DKW
- 1927 : 175 cm³: Arthur Geiss, DKW
- 1949 : L. Vienatzer, Puch, Puch-Werke
- 1950 : Ewald Kluge, DKW
- 1951 : Hermann Paul Müller, DKW
- 1952 : Werner Haas, NSU
- 1953 : Werner Haas, NSU
- 1954 : Rupert Hollaus, NSU
- 1955 : Karl Lottes, MV Agusta
- 1956 : Romolo Ferri, Gilera
- 1962 : Luigi Taveri, Honda
- 1964 : Jim Redman, Honda
- 1965 : Ernst Degner, Suzuki

#### 250 cm³
- 1922 : F. Frommholz, NSU
- 1923 : H. Schlaginweit, Paque
- 1925 : Josef Stelzer, BMW
- 1926 : Josef Stelzer, BMW
- 1927 : K. Scherer, NSU
- 1928 : Arthur Geiss, DKW
- 1929 : K. Friedrich, DKW
- 1930 : Otto Kohfink, Montgomery
- 1931 : Arthur Geiss, DKW
- 1935 : Arthur Geiss, DKW
- 1936 : Arthur Geiss, DKW
- 1937 : Ewald Kluge, DKW
- 1949 : Otto Daiker, DKW
- 1950 : Hein Thorn-Prikker, Moto Guzzi
- 1951 : Enrico Lorenzetti, Moto Guzzi
- 1952 : Rudi Felgenheier, DKW
- 1953 : Otto Daiker, NSU
- 1954 : Werner Haas, NSU
- 1955 : Hans Baltisberger, NSU
- 1956 : Carlo Ubbiali, MV Agusta
- 1959 : Willy Oesterle, Maico
- 1960 : Gary Hocking, MV Agusta
- 1961 : Jim Redman, Honda
- 1962 : Jim Redman, Honda
- 1964 : Phil Read, Yamaha
- 1965 : Ginger Molloy, Bultaco

#### 350 cm³
- 1925 : E. Bussinger, AJS
- 1926 : Fr. Adam, AJS
- 1927 : F. Franconi, Motosacoche
- 1928 : F. Messerschmidt, BMW
- 1929 : Hans Soenius, BMW
- 1930 : Tom Bullus, NSU
- 1931 : Jimmie Guthrie, Norton
- 1935 : Oskar Steinbach, NSU
- 1936 : Heiner Fleischmann, NSU
- 1937 : Heiner Fleischmann, NSU
- 1949 : Wilhelm Herz, NSU
- 1950 : Heiner Fleischmann, NSU
- 1951 : Geoff Duke, Norton
- 1952 : Reg Armstrong, Norton
- 1953 : Siegfried Wünsche, DKW
- 1954 : Ray Amm, Norton
- 1955 : Ken Kavanagh, Moto Guzzi
- 1956 : Bill Lomas, Moto Guzzi
- 1964 : Jim Redman, Honda

#### 500 cm³
- 1922 : M. Mahlenbrei, Triumph
- 1923 : J. Mayer, Victoria
- 1925 : R. Reich, BMW
- 1926 : H. Thumshirn, Ardie
- 1927 : Hans Soenius, BMW
- 1928 : F. Messerschmidt, BMW
- 1929 : Hans Soenius, BMW
- 1930 : Tom Bullus, NSU
- 1931 : Jimmie Guthrie, Norton
- 1935 : Oskar Steinbach, NSU
- 1936 : Otto Ley (de), BMW
- 1937 : Kurt Mansfeld, DKW
- 1949 : Georg Meier, BMW
- 1950 : Heiner Fleischmann, NSU
- 1951 : Geoff Duke, Norton
- 1952 : Reg Armstrong, Norton
- 1953 : Georg Meier, BMW
- 1954 : Geoff Duke, Gilera
- 1955 : Walter Zeller, BMW
- 1956 : Reg Armstrong, Gilera
- 1960 : John Surtees, MV Agusta
- 1964 : Mike Hailwood, MV Agusta

#### 750 cm³
- 1925 : V. König-Fachsenfeld, Norton
- 1926 : Karl Raebel, BMW

#### 1000 cm³
- 1925 : E. Ißlinger, NSU
- 1926 : Paul Köppen, BMW
- 1927 : Toni Bauhofer, BMW
- 1928 : F. Heck, Harley-Davidson
- 1929 : Josef Stelzer, BMW
- 1930 : E. Zündorf, BMW
- 1931 : Paul Rüttchen, NSU

#### 500 / 600 / 1000 cm³ Side-car
- 1925 : 600 cm³: Schwanenberger, Norton - 1000 cm³: Imholz, Harley-Davidson
- 1927 : 600 cm³: H. Eurich, D-Rad - 1000 cm³: H. Dobler, New-Imperial
- 1928 : 600 cm³: Hermann Lang, Standard - 1000 cm³: H. Frey, AJS
- 1929 : 600 cm³: Hermann Lang, Standard - 1000 cm³: A. Sitzberger, BMW
- 1935 : 600 cm³: Hans Kahrmann, DKW - 1000 cm³: Braun, Horex
- 1936 : 600 cm³: Babl, DKW - 1000 cm³: Schumann, NSU
- 1937 : 600 cm³: Braun, DKW - 1000 cm³: Zimmermann, DKW
- 1949 : 600cm³: Schmidt/Mittelmeyer, NSU - 1000cm³: Klankermeier/Wolz, BMW
- 1950 : 600 cm³: Hermann Böhm / Fuchs, NSU - 1200 cm³: Kraus/Huser, BMW
- 1951 : 500cm³: Kraus (de)/Huser, BMW - 750 cm³: Oliver/Dobelli, Norton
- 1952 : Cyril Smith / Clements, Norton
- 1953 : Eric Oliver / Dibben, Norton
- 1954 : Wilhelm Noll / Cron, BMW
- 1955 : Willi Faust / Remmert, BMW
- 1956 : Wlhelm Noll / Cron, BMW
- 1960 : Helmut Fath / Wohlgemut, BMW
- 1961 : Max Deubel / Hörner, BMW
- 1962 : Max Deubel / Hörner, BMW
- 1964 : Fritz Scheidegger / Robinson, BMW
- 1965 : Max Deubel / Hörner, BMW

## Voir